# Das süsse Leben des Grafen Bobby
Das süße Leben des Grafen Bobby ist eine österreichische Filmkomödie des Regisseurs Géza von Cziffra. Der von Sascha-Film produzierte Film wurde am 27. April 1962 in den bundesdeutschen Kinos gestartet.
Es handelte sich um die Fortsetzung des Films Die Abenteuer des Grafen Bobby des Vorjahres.

## Handlung
Graf Bobby und Baron Mucki haben das Detektivbüro Pfiff & Greif gegründet, um endlich zu Geld zu gelangen. Kurz vor dem Bankrott ihres Unternehmens erhalten sie, von Benevenuto Sokrates Socre, einen lukrativen Auftrag: Sie sollen eine Bande von Mädchenhändlern überführen.
Graf Bobby verkleidet sich als Frau, um höhere Erfolgschancen zu haben und wird als Begleitung für einige junge Mädchen engagiert. Die Reise führt sie in das Land Maritima, wo sie gemeinsam auf der Dolce Vita, einem schwimmenden Nachtlokal mit Spielcasino, arbeiten. Bobby verliebt sich in die Tänzerin Vera.
Langsam stellt sich heraus, dass sein Auftraggeber der Chef einer internationalen Rauschgiftschmugglerbande ist. Graf Bobby und Baron Mucki gelingt es schließlich, die Schmugglerbande dank der Hilfe des verdeckt ermittelnden Polizisten Johnny H. Clayton dingfest zu machen.

## Entstehungsgeschichte

### Vorgeschichte und Vorproduktion
Nach dem großen Publikumserfolg des Films Die Abenteuer des Grafen Bobby plante der Constantin-Filmverleih in Zusammenarbeit mit der Wiener Sascha-Film umgehend eine Fortsetzung. Regie sollte abermals Géza von Cziffra führen, der unter seinem Pseudonym Albert Anthony auch das Drehbuch schrieb.

### Produktion
Die Dreharbeiten begannen Anfang 1961 in Wien. Die Studioaufnahmen entstanden in den Ateliers der Wien-Film und der Bergland-Film. Das Szenenbild entwarfen die Filmarchitekten Fritz Jüptner-Jonstorff und Alexander Sawczynski. Für die Kostüme zeichnete Paul Seltenhammer verantwortlich. Kameramann war Willy Winterstein. Als Tontechniker fungierten Herbert Janeczka und Rolf Schmidt-Gentner. Produktionsleiter war Karl Schwetter.

### Musik

Label der Single Der Badewannentango, 1962

Die originale Filmmusik stammt aus der Feder von Peter Laine. Im Film wurden folgende Lieder verwendet:
- Peter Alexander und Gunther Philipp: Graf-Bobby-Lied (Musik und Text: Hugo Wiener)
- Peter Alexander: Der Badewannentango (Musik: Gerhard Jussenhoven; Text: Joachim Relin)
- Peter Alexander: Ay Vera (Musik: Cortez / Peter Laine; Text: Kurt Feltz)
- Bill Ramsey: Das Leben ist doll (Musik: Heinz Gietz; Text: Hans Bradtke)
- Peter Alexander: Das Glücksrad (Musik:  Haenchen; Text: Kurt Feltz)
- Peter Alexander: Blaue Nacht am Hafen (Lale-Andersen-Parodie und Coverversion von Jealous Heart; Musik: Jenny Lou Carson; Text: Nicola Wilke)

Die Schlager Der Badewannentango, Ay Vera und Das Leben ist doll erschienen 1962 auf verschiedenen Singles, das Stück Das Glücksrad auf einer EP des Labels Polydor. Die übrigen Titel erschienen 1997 in den Filmversionen auf CD.

## Rezeption

### Veröffentlichung
Die Freiwillige Selbstkontrolle der Filmwirtschaft gab Das süße Leben des Grafen Bobby nur unter der Voraussetzung ab 12 Jahren frei, dass ein bestimmter Dialog geschnitten wurde. Darin gibt Gunther Philipp Peter Alexander den Rat, er möge ins Nachbarzimmer gehen, sich neben die im Bett ruhende Frau legen und seinen natürlichen Charme wirken lassen. Am 27. April 1962 erfolgte der Kinostart in der Bundesrepublik Deutschland.
2006 wurde der Film für eine DVD-Veröffentlichung durch Kinowelt Home Entertainment neu geprüft und ab 6 Jahren freigegeben.

### Fortsetzung
Nachdem sich auch Das süße Leben des Grafen Bobby als Publikumserfolg erwiesen hatte, plante der Constantin-Filmverleih für das Frühjahr 1963 eine weitere Fortsetzung mit dem Titel Die tollen Nächte des Grafen Bobby. In dem abermals von Sascha-Film hergestellten Farbfilm waren neben Peter Alexander und Gunther Philipp die Darsteller Vivi Bach, Karin Dor, Ralf Wolter sowie Hubert von Meyerinck vorgesehen. Der Ankündigungstext des Filmverleihs versprach den Kinobesitzern „neuen Jubel im Parkett und wieder volle Kassen, wenn Peter Alexander erneut alle Register des Charmes und der Komik zieht. Ein bewährtes Darsteller-Ensemble steht dem singenden Helden der „tollen Nächte“ zur Seite. Ein sicherer Kassenknüller.“
Das Filmprojekt wurde allerdings nie realisiert. Stattdessen produzierte Sascha-Film für den Gloria-Filmverleih 1966 die Fortsetzung Graf Bobby, der Schrecken des Wilden Westens.

## Kritiken
„Nein, es wird in diesem Film nicht mit Schlagsahne geworfen. Solcher Scherze ist man offensichtlich auch in Wien überdrüssig geworden. Diesmal geht es viel origineller zu, denn welchem Produzenten wäre es etwa schon mal eingefallen, Leute in Schwimmbassins fallen zu lassen, eine tölpelhafte Angreiferschar mit dem Feuerlöscher in die Flucht zu schlagen und vor allem: einen Mann in Frauenkleidern herumlaufen zu lassen? Und weil das alles gar nicht neu ist, wirkt dieser Film genausowenig komisch wie alles, was die Unterhaltungsrecken Oskar Sima, Gunther Philipp, Bill Ramsay und Peter Alexander bisher auf die Leinwand gebracht haben.“

„Klamauk auf beschämend niedrigem Niveau.“